# November 1990
Portal Geschichte | Portal Biografien | Aktuelle Ereignisse | Jahreskalender | Tagesartikel

◄ |
19. Jahrhundert |
20. Jahrhundert
| 21. Jahrhundert

◄ |
1960er |
1970er |
1980er |
1990er
| 2000er | 2010er | 2020er | ►

◄ |
1986 |
1987 |
1988 |
1989 |
1990
| 1991 | 1992 | 1993 | 1994 | ►

◄ |
August 1990 |
September 1990 |
Oktober 1990 |
November 1990 |
Dezember 1990 |
Januar 1991 |
Februar 1991 |
►
Dieser Artikel behandelt aktuelle Nachrichten und Ereignisse im November 1990.

## Tagesgeschehen

### Donnerstag, 1. November 1990
- Bonn/Deutschland: Der Erste Bürgermeister von Hamburg Henning Voscherau (SPD) tritt sein Amt als Präsident des Bundesrates an.[1]
- Kiew/Sowjetunion: Parallel zum Rubel, der offiziellen Währung, versorgt die Ukrainische SSR ihre Bürger mit Papier-Coupons. Eine hohe Inflation und das geringe Angebot an Konsumgütern veranlasste viele Privatpersonen zum Einkaufen in der Ukraine, um die Waren anschließend in anderen Unionsrepubliken abzusetzen. Die Coupons sollen Käufer, die nicht in der Ukraine wohnen, vom Marktgeschehen ausschließen.[2]
- Potsdam/Deutschland: Der Landtag Brandenburg wählt in seiner zweiten Sitzung seit der Bildung des Landes Brandenburg mit 85 zu 26 Stimmen Manfred Stolpe (SPD) zum Ministerpräsidenten.[3]

### Dienstag, 6. November 1990
- Islamabad/Pakistan: Die Nationalversammlung wählt Nawaz Sharif, der die Partei Muslimliga-N von der Muslimliga abspaltete, zum neuen Premierminister.[4]
- Straßburg/Frankreich: Ungarn tritt als 24. Mitgliedstaat dem Europarat bei.[5]
- Washington, D.C./Vereinigte Staaten: Bei den Wahlen zum Repräsentantenhaus und zum Senat, auch bekannt als midterm elections (deutsch Halbzeitwahlen), baut die Demokratische Partei zwei Jahre nach Amtsantritt des republikanischen US-Präsidenten George Bush mit leichten Gewinnen in beiden Häusern ihre jeweilige Vorherrschaft aus.[6]

### Mittwoch, 7. November 1990
- Erfurt/Deutschland: Der Landtag verabschiedet für seine Arbeit die Vorläufige Landessatzung. Sie ist Thüringens erstes Gesetz nach rechtsstaatlichen Grundsätzen seit der Zeit vor der nationalsozialistischen Machtergreifung im Januar 1933 und soll Vorbild für eine neue Verfassung sein.[7]

### Donnerstag, 8. November 1990
- Erfurt/Deutschland: Der Landtag wählt Josef Duchač (CDU) zum Thüringer Ministerpräsidenten.[8]
- Tirana/Albanien: Die staatliche Nachrichtenagentur ATA meldet, dass Staatspräsident Ramiz Alia über die Aufhebung des Religionsverbots nachdenkt. Die Partei der Arbeit untersagte im Jahr 1967 jegliche Religionsausübung in Albanien.[9]

### Freitag, 9. November 1990
- Berlin/Deutschland: Zum ersten Mal seit seiner Einrichtung 1949 tagt der Bundesrat mit den Vertretern von 16 statt bisher elf deutschen Ländern in Berlin, der Bundeshauptstadt seit dem 3. Oktober.[10]
- Bonn/Deutschland: Bundeskanzler Helmut Kohl und der Präsident der Sowjetunion Michail Gorbatschow unterzeichnen einen „Vertrag über gute Nachbarschaft, Partnerschaft und Zusammenarbeit“. Bereits im Juni 1989 verständigten sich die beiden darauf, einen „in die Zukunft weisenden“ Vertrag zwischen beiden Staaten vorzubereiten, um Deutsche und Russen miteinander zu versöhnen.[11][12]

### Dienstag, 13. November 1990
- Meyrin/Schweiz: Der britische Physiker Tim Berners-Lee stellt die erste Website der Welt ins Usenet ein, mit welchem räumlich getrennte Personen elektronische Daten über Telefonleitungen, mit einem Computer als Schnittstelle, auf einen Newsserver übertragen oder von diesem abrufen können. Die Website hat den Locator „http://info.cern.ch“.[13]

### Mittwoch, 14. November 1990

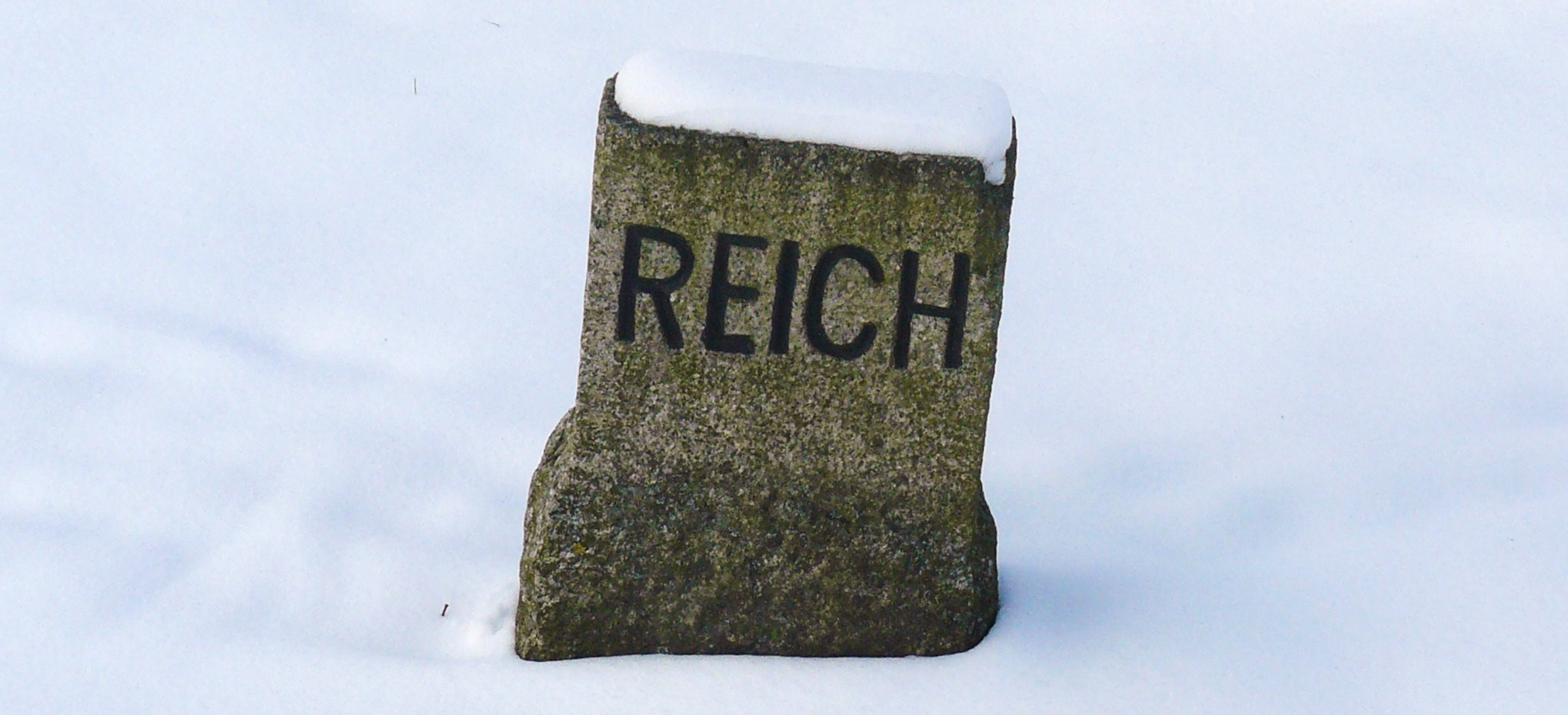
Historische Grenze in der polnischen Nowa Marchia, früher Neumark

- Berlin/Deutschland: Die Polizei räumt 13 besetzte Häuser in der Mainzer Straße im Bezirk Friedrichshain. Anfangs sahen sich 3.000 Polizeibeamte mit zwei Räumpanzern und zwei Wasserwerfern einer verbarrikadierten Straße gegenüber. Schließlich wurden 300 Hausbesetzer und Sympathisanten festgenommen, der harte Kern der Autonomen ergriff rechtzeitig die Flucht.[14]
- Bonn/Deutschland, Warschau/Polen: Deutschland und Polen unterzeichnen einen Vertrag zur Beibehaltung der Oder-Neiße-Linie als gemeinsame Grenze. Der Bundestag akzeptierte die Grenze bereits 1972, doch mit dem Ende der Deutschen Teilung verlangte Polen ein neues Bekenntnis zu ihr, weil es ansteigenden Lobbyismus vertriebener Deutscher in der Bundespolitik wahrnimmt.[15]

### Samstag, 17. November 1990
- Berlin/Deutschland: Das Nationale Olympische Komitee (NOK) der DDR beschließt seine Auflösung und die Mitgliederversammlung des NOK der Bundesrepublik Deutschland billigt die Vereinigung der beiden Organisationen. Im Amt des Präsidenten der vergrößerten Organisation soll Willi Daume verbleiben. Der Präsident des NOK der DDR, Joachim Weiskopf, wird einen Posten als Vizepräsident erhalten. Des Weiteren soll das NOK der Bundesrepublik Deutschland in absehbarer Zeit wieder den einstigen Namen „NOK für Deutschland“ annehmen.[16]

### Sonntag, 18. November 1990

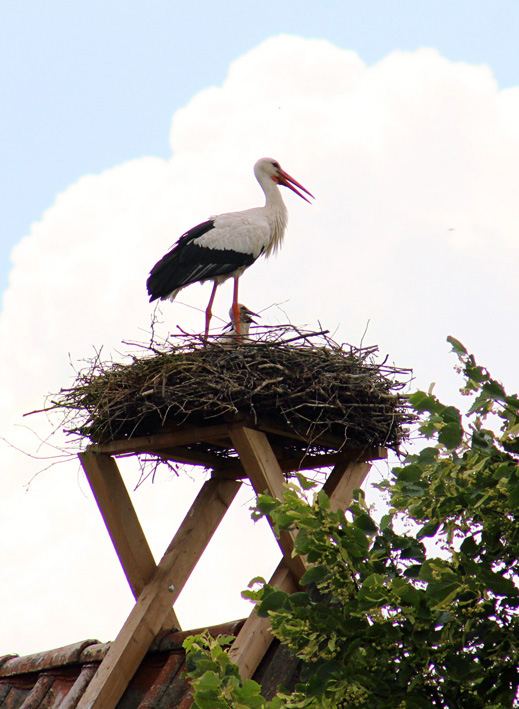
Im Fokus des Naturschutzbunds steht der Vogelschutz

- Gosen-Neu Zittau/Deutschland: Die Verbände des „Naturschutzbunds Deutschland“ und des „Naturschutzbunds in der DDR“ schließen sich zusammen. Der Bund für Umwelt und Naturschutz Deutschland ist in den Ländern des Beitrittsgebiets weniger aktiv. Grundsätzlich sehen beide Organisationen ihre Arbeit als gegenseitige Ergänzung.[17][18]
- Speyer/Deutschland: Bundeskanzler Helmut Kohl und der Präsident der Vereinigten Staaten George Bush besuchen den Dom zu Speyer. Bush kommt damit einer Einladung Kohls nach, sich einmal dessen Heimat anzusehen.[19][20]

### Montag, 19. November 1990

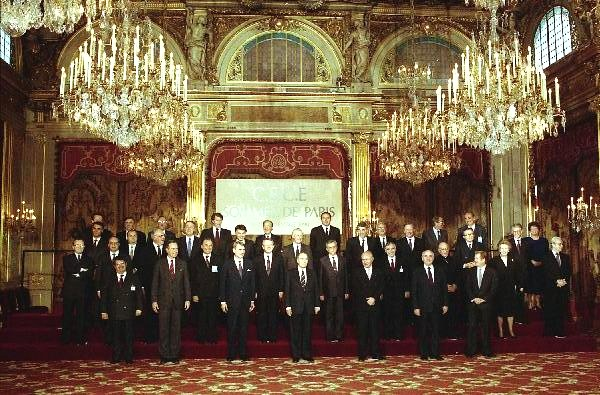
Teilnehmer der Konferenz über Sicherheit und Zusammenarbeit in Europa im Palais de l’Élysée

- Paris/Frankreich: Auf dem Gipfeltreffen der blockübergreifenden Konferenz über Sicherheit und Zusammenarbeit in Europa unterzeichnen Belgien, Bulgarien, Dänemark, Deutschland, Frankreich, Griechenland, Island, Italien, Kanada, Luxemburg, die Niederlande, Norwegen, Polen, Portugal, Rumänien, die Sowjetunion, Spanien, die Tschechoslowakei, die Türkei, Ungarn, das Vereinigte Königreich und die Vereinigten Staaten den Vertrag über Konventionelle Streitkräfte in Europa. In ihm sind Obergrenzen für die Anzahl schwerer Waffensysteme festgelegt. Eine Charta von Paris ist in Vorbereitung. Sie wird laut Aussage der teilnehmenden Politiker „das Ende des Kalten Kriegs“ bedeuten.[21]

### Dienstag, 20. November 1990

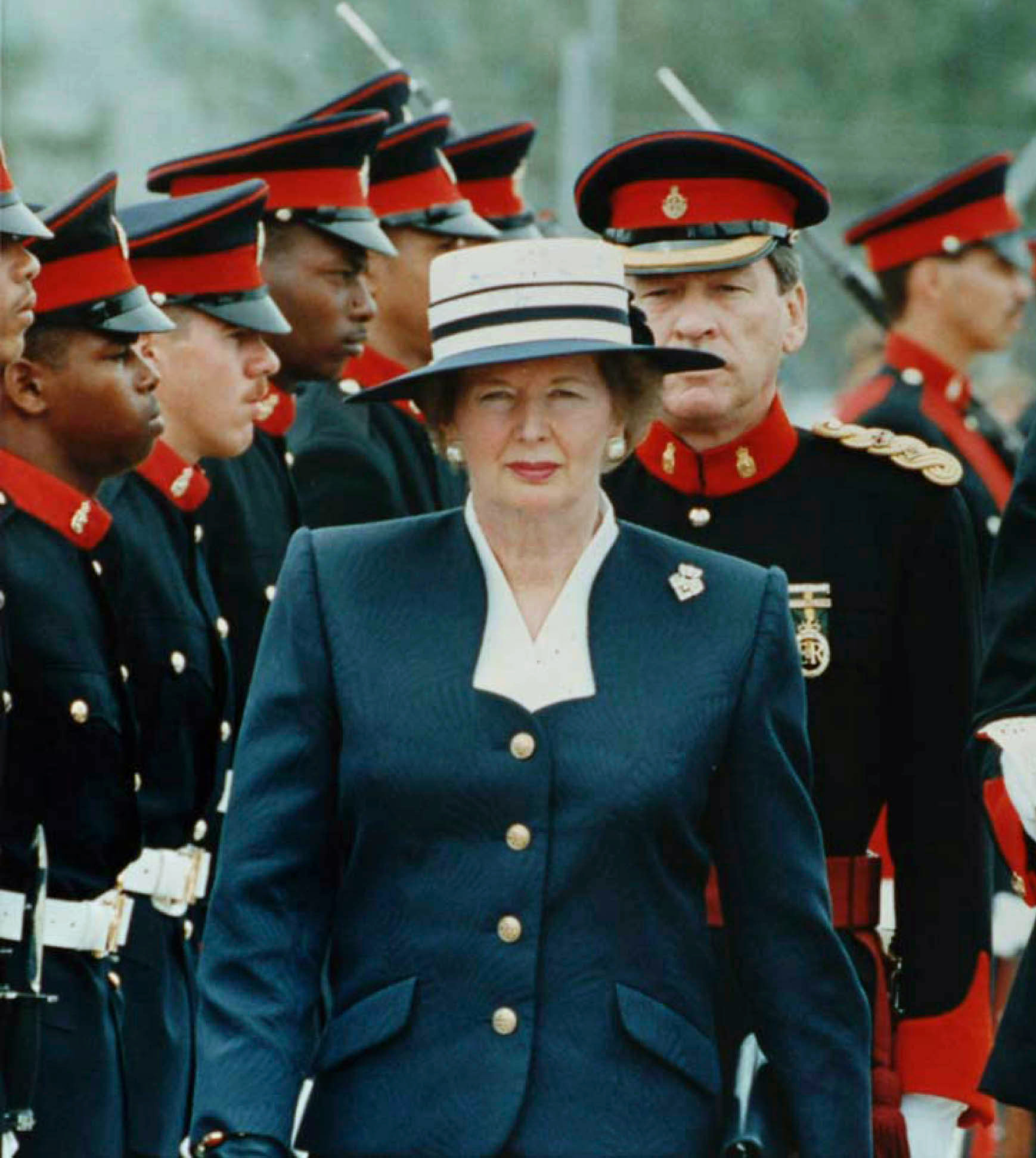
Margaret Thatcher

- London/Vereinigtes Königreich: Wenige Tage nach einer kritischen Rede zur Europäischen Integration muss sich die Premierministerin des Vereinigten Königreichs und Vorsitzende der Konservativen Partei Margaret Thatcher einer Abstimmung über den Parteivorsitz stellen. Sie erhält in der ersten Wahlrunde 204 Stimmen und der als pro-europäisch bekannte Michael Heseltine erhält 152 Stimmen. Thatcher kandidiert daraufhin nicht mehr. Die zweite Wahlrunde wird vertagt.[22]

### Mittwoch, 21. November 1990
- Nordsee: Auf etwa halber Strecke zwischen Dänemark und dem Vereinigten Königreich trifft die Bohrplattform High Seas Driller der schwedischen Gesellschaft Stena Drilling in 400 m Tiefe auf Methan statt wie erhofft auf Erdöl. Ein dadurch ausgelöster unkontrollierter Ausbruch u. a. von Gas hinterlässt eine dauerhafte Austrittsstelle im Meeresboden für das Methan-Vorkommen darunter.[23]

### Donnerstag, 22. November 1990
- London/Vereinigtes Königreich: Die Premierministerin des Vereinigten Königreichs Margaret Thatcher kündigt zwei Tage, nachdem sie auf eine weitere Teilnahme im Wahlprozess für den Vorsitz der Konservativen Partei verzichtete, ihren Rücktritt als Regierungschefin an.[24]

### Sonntag, 25. November 1990
- München/Deutschland: Der Landesverband Bayern e. V. im Börsenverein des Deutschen Buchhandels und die Stadt München verleihen den Literaturpreis Geschwister-Scholl-Preis an das Buch „Der Tod ist ein Meister aus Deutschland“ des deutschen Historikers  Eberhard Jäckel sowie der deutschen Journalistin Lea Rosh.[25]

### Montag, 26. November 1990

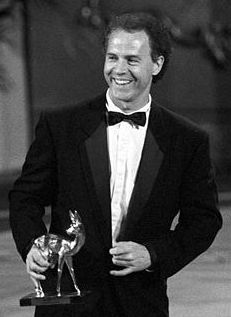
Franz Beckenbauer mit Bambi-Trophäe

- Leipzig/Deutschland: Im Opernhaus wird bei der Verleihung des Medienpreises Bambi der Teamchef der deutschen Fußballnationalmannschaft der Männer Franz Beckenbauer für seine „Intuition und Perfektion“ ausgezeichnet.[26]

### Dienstag, 27. November 1990

Flagge Bulgariens

- Karlsruhe/Deutschland: Das Bundesverfassungsgericht entscheidet, dass die im Grundgesetz verankerte Kunstfreiheit auch für pornografische Werke gilt, und weist darauf hin, dass im Einzelfall andere Grundrechte höher bewertet werden können als das Recht auf Kunstfreiheit.[27]
- Lausanne/Schweiz: Der Frauenstimmrecht wird auch im Kanton Appenzell Innerrhoden eingeführt werden. Das Stimmrecht für Frauen war nur noch in diesem Kanton umstritten, in dem sich im April die Landsgemeinde per Abstimmung gegen dessen Einführung positionierte, so dass heute das Bundesgericht über eine entsprechende Klage zu entscheiden hatte.[28]
- London/Vereinigtes Königreich: Die Unterhaus-Abgeordneten der Konservativen Partei wählen John Major, ohne absolute Mehrheit, zum neuen Vorsitzenden ihrer Partei.[29]
- Sofia/Bulgarien: Die Republik verleiht sich nach der überwundenen politischen Dominanz der Kommunistischen Partei die 1879 im Fürstentum Bulgarien eingeführte Trikolore als neue Nationalflagge.[30]

### Mittwoch, 28. November 1990
- London/Vereinigtes Königreich: Queen Elisabeth II. ernennt den neuen Vorsitzenden der Konservativen Partei John Major zum Premierminister des Vereinigten Königreichs. Damit scheidet Margaret Thatcher, die elf Jahre Regierungschefin war und in dieser Zeit John Majors politische Karriere förderte, aus dem Amt.[31]

### Donnerstag, 29. November 1990
- New York/Vereinigte Staaten: Der Sicherheitsrat der Vereinten Nationen (UN) entscheidet in seiner Resolution 678, dass alle Mitgliedstaaten der UN ab dem 15. Januar 1991 militärische Gewalt gegen den Irak ausüben dürfen, um das Land zum Abzug seiner Armee aus dem Nachbarland Kuwait zu zwingen.[32]
- Washington, D.C./Vereinigte Staaten: US-Präsident George Bush unterschreibt das neue Einwanderungsgesetz, das die maximale Anzahl an Einwanderern auf circa 700.000 Personen pro Jahr erhöht. Zugleich sollen jedes Jahr 50.000 dauerhafte Aufenthaltsgenehmigungen in jenen Ländern verlost werden, die nicht zu den häufigsten Herkunftsländern gehören, daher wird die „Lotterie“ der so genannten „Green Cards“ auch in Deutschland, Österreich und der Schweiz veranstaltet werden. Die Teilnahme ist an Mindestanforderungen gebunden.[33][34]

### Freitag, 30. November 1990

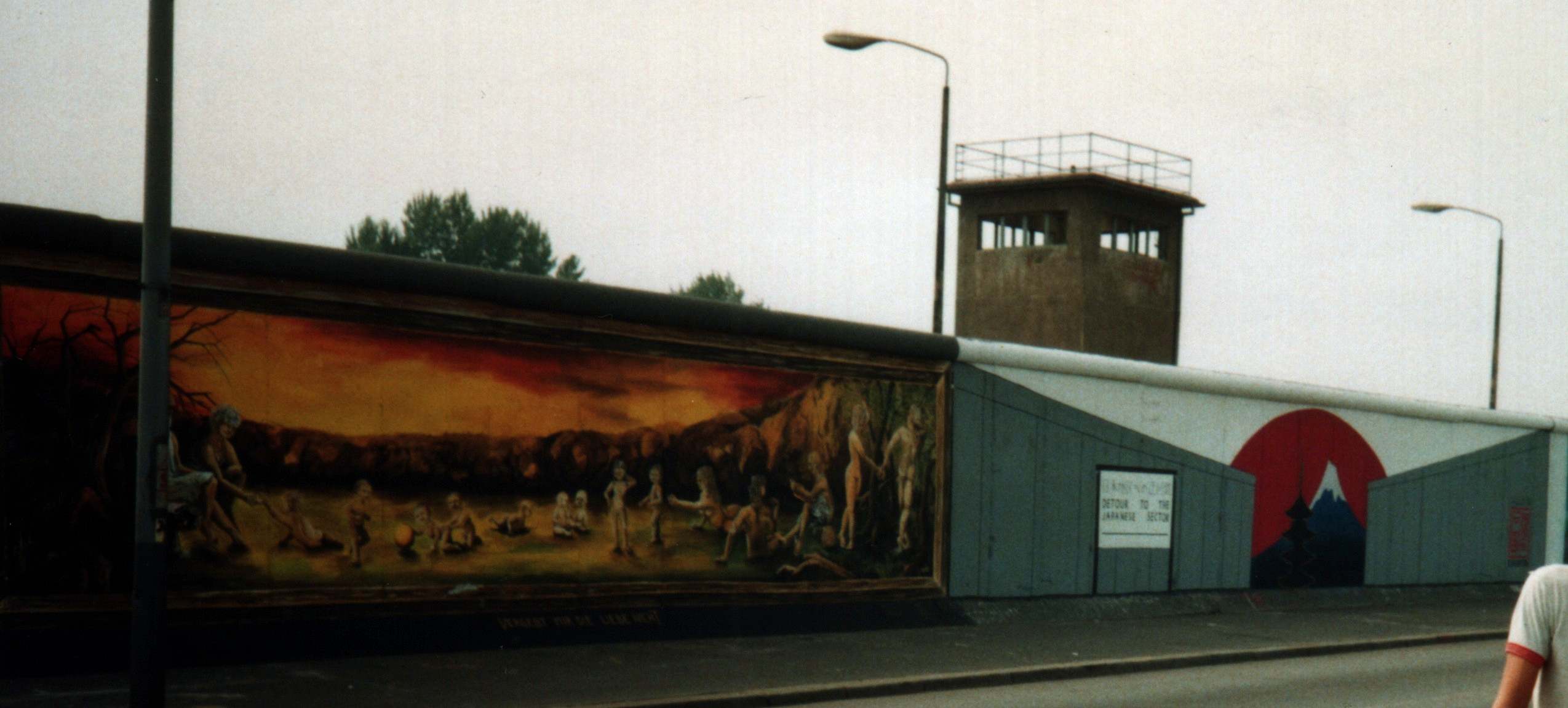
East Side Gallery

- Beelitz/Deutschland: Im größten Militärhospital der Gruppe der Sowjetischen Streitkräfte in Deutschland erreicht Erich Honecker die Nachricht, dass ihn das Land Berlin mit Haftbefehl sucht. Der heute 78-Jährige war von 1971 bis 1989 Generalsekretär des Zentralkomitees der SED und de facto Regierungschef der DDR.[35]
- Berlin/Deutschland: Rund 29 Jahre und drei Monate nach der Abriegelung Ost-Berlins vom Westteil der Stadt ist der Abriss der Berliner Mauer offiziell beendet. Das längste Teilstück, das als Mahnmal erhalten bleiben soll, befindet sich in der Nähe der Oberbaumbrücke und ist Grundlage des Kunstprojekts East Side Gallery.[36]

## Weblinks

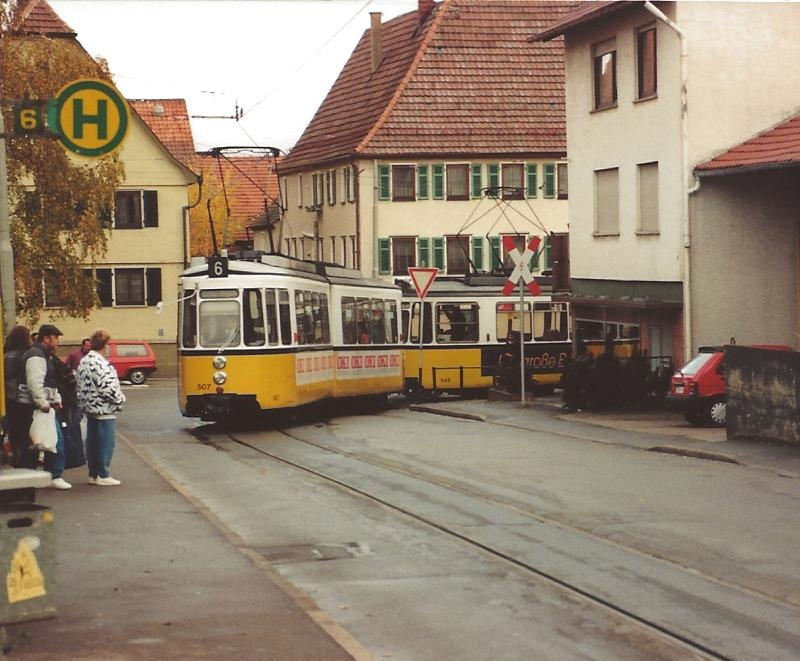
Baden-Württemberg im November 1990